# Francisco Gabica
Francisco Gabicacogeascoa Ibarra (Ispaster, 31 december 1937 – 7 juli 2014), meestal Francisco Gabica genoemd, maar was ook bekend als Francisco Gabica Billa was een Spaans wielrenner. Hij was actief als beroepsrenner tussen 1961 en 1972.
Zijn bekendste overwinning is die van de Ronde van Spanje uit 1966.

## Belangrijkste overwinningen
1962
- Klasika Primavera

1964
- 7e etappe Dauphiné Libéré
- 3e etappe Ronde van Catalonië
- Campeonato Vasco Navarro de Montaña

1965
- 1e etappe Ronde van Catalonië
- 5e etappe deel b Ronde van Catalonië
- 2e etappe Ronde van Levante
- 6e etappe Ronde van Levante

1966
- 1e etappe Dauphiné Libéré
- 15e etappe Ronde van Spanje
- Eindklassement Ronde van Spanje

1967
- 17e etappe Ronde van Italië

1968
- 7e etappe Ronde van Catalonië
- Bergklassement Ronde van Spanje

1970
- Prueba Villafranca de Ordizia

## Resultaten in voornaamste wedstrijden
| Jaar | Ronde van Italië | Ronde van Frankrijk | Ronde van Spanje |
| ---- | ---------------- | ------------------- | ---------------- |
| 1961 |                  |                     | 30e              |
| 1962 |                  |                     | 5e               |
| 1963 |                  | 14e                 | 5e               |
| 1964 |                  | 13e                 | 9e               |
| 1965 |                  | 10e                 | 6e               |
| 1966 |                  | 7e                  | ↑ (1)            |
| 1967 | 8e (1)           |                     | opgave           |
| 1968 | 8e               |                     | 13e              |
| 1969 |                  | 24e                 | 16e              |
| 1970 |                  | 23e                 | 22e              |

| Jaar | Milaan-San Remo | Ronde van Lombardije |  | WK op de weg |  | Wereldranglijsten |
| ---- | --------------- | -------------------- |  | ------------ |  | ----------------- |
| 1961 |                 |                      |  |              |  |                   |
| 1962 |                 | 47e                  |  |              |  |                   |
| 1963 | 59e             |                      |  |              |  |                   |
| 1964 |                 | 32e                  |  | 22e          |  |                   |
| 1965 |                 |                      |  | 9e           |  |                   |
| 1966 |                 |                      |  |              |  | 7e (SPP)          |
| 1967 |                 |                      |  | 33e          |  |                   |
| 1968 |                 |                      |  |              |  |                   |
| 1969 |                 |                      |  |              |  |                   |
| 1970 | 92e             |                      |  |              |  |                   |